# لاک‌پشت پلنگی
لاک‌پشت پلنگی (نام علمی: Stigmochelys pardalis)، یک لاک‌پشت زمینی بزرگ و با نشانه‌های جذاب است که در ساواناهای شرق و جنوب آفریقا، از سودان تا استان دماغه جنوبی یافت می‌شود. این تنها عضو موجود از سردهٔ Stigmochelys است، اگرچه در گذشته معمولاً در لاک‌پشت ستاره‌دار قرار می‌گرفت. این لاک‌پشت یک گونه چرنده است که از زیستگاه‌های نیمه‌خشک و خاردار تا علفزار استفاده می‌کند. هم در هوای بسیار گرم و هم در هوای بسیار سرد، ممکن است در لانه‌های رهاشده روباه، شغال یا موریانه‌خوار زندگی کند. لاک‌پشت پلنگی جز برای ساختن لانه‌هایی که در آن تخم‌گذاری می‌کند، نمی‌کند. با توجه به تمایل آن به زیستگاه‌های علفزاری، به‌طور گسترده‌ای از علف‌های مختلط چرا می‌کند. همچنین از گیاهان گوشتی و گل خارها استفاده می‌کند.